# Химн на Пакистан
Националният химн на Пакистан (на урду: قومی ترانہ – Кауми Тарана, букв. „Национален химн“) е приет на 13 август 1954 г., след придобиването на независимост от Обединеното кралство.

## Текст

### Урду
شورِ حسين شاد باد	پاک سرزمین شاد باد
ارضِ پاکستا	تُو نشانِ عزمِ عالی شان
مرکزِ یقین شاد باد
قوّتِ اُخوّتِ عوام	پاک سرزمین کا نظام
پائنده تابنده باد	قوم، ملک، سلطنت
شاد باد منزلِ مراد
رہبرِ ترقّی و کمال	پرچمِ ستاره و ہلال
جانِ استقبال 	ترجمانِ ماضی، شانِ حال
سایۂ خدائے ذوالجلال

### Изговор
Pāk sarzamīn shād bād
Kishwar-i ḥasīn shād bād
Tū nishān-i ʿazm-i ʿālī shān
Arẓ-i Pākistān!
Markaz-i yaqīn shād bād
Pāk sarzamīn kā niz̤ām
Quwwat-i Ukhuwwat-i ʿawām
Qaum, mulk, salt̤anat
Pāyindah tābindah bād!
Shād bād manzil-i murād
Parcam-i sitārah o-hilāl
Rahbar-i taraqqī o-kamāl
Tarjumān-i māẓī, shān-i ḥāl
Jān-i istiqbāl!
Sāyah-yi Khudā-yi Ẕū l-jalāl

### Английски
Blessed be the sacred land,
Happy be the bounteous realm.
Thou symbol of high resolve,
O Land of Pakistan!
Blessed be the citadel of faith.
The order of this sacred land,
The might of the brotherhood of the people,
May the nation, the country, and the state,
Shine in glory everlasting!
Blessed be the goal of our ambition.
The flag of the crescent and star,
Leads the way to progress and perfection,
Interpreter of our past, glory of our present,
inspiration for our future!
Shade of God, the Glorious and Mighty.

### Превод
Благословена да бъде свещената земя,
Честито да бъде щедрото царство.
Ти, символ на висока решителност,
О, Земя на Пакистан!
Благословена да е крепостта на вярата.
Редът на тази свещена земя,
Мощта на братството между хората,
Нека нацията, страната и държавата,
Да блестят в слава вечна!
Благословена да бъде целта на нашата амбиция.
Знамето на полумесеца и звездата,
Води по пътя на прогреса и съвършенството,
Тълкувателят на нашето минало, славата на нашето настояще,
вдъхновение за нашето бъдеще!
Сянка на Бога, на славния и силния.